# Stazione di Framura
La stazione di Framura è una stazione ferroviaria ubicata sulla linea ferroviaria Genova-Pisa, a servizio dell'omonimo comune ligure.

## Storia

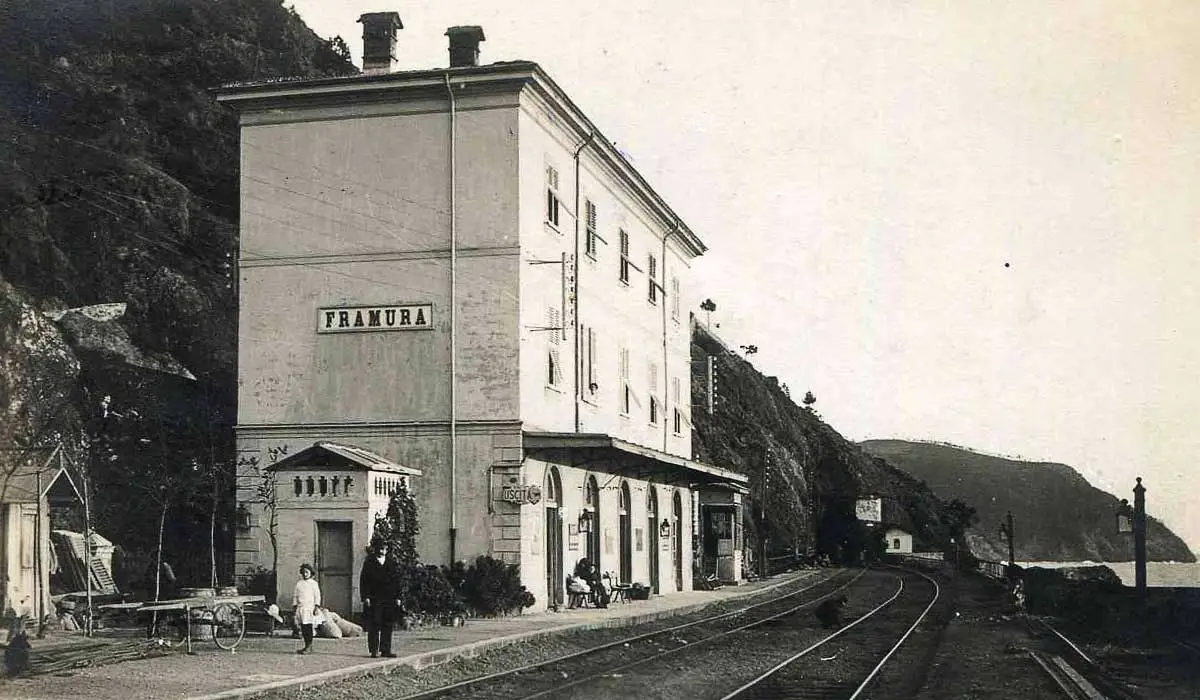
La stazione prima del raddoppio della linea, con il fabbricato viaggiatori originario

La stazione di Framura fu inaugurata il 24 ottobre 1874, contestualmente alla tratta ferroviaria Sestri Levante-La Spezia.
Il 27 ottobre 1932 venne inaugurato il nuovo tratto a doppio binario fra Riva Trigoso e Framura, realizzato a monte rispetto al precedente, e da tale data la stazione divenne punto di passaggio dal doppio al semplice binario. Per il completamento del raddoppio fino a Monterosso, ultima sezione della "Tirrenica settentrionale" rimasta a semplice binario, si dovette attendere fino al 23 gennaio 1970, anche se l'intero tronco Framura-Monterosso fu inaugurato il successivo 18 settembre. La costruzione della nuova galleria Monte Brino in sostituzione della preesistente Vanderecca e più a monte della stessa, comportò la demolizione del precedente fabbricato viaggiatori e del magazzino merci, sostituiti da un nuovo fabbricato costruito a cavallo del rio Molinetti, integrante altresì 4 alloggi per il personale.
I suddetti lavori comportarono una profonda riorganizzazione del primitivo impianto, pur rimasto sostanzialmente nella medesima sede a causa degli imponenti lavori di scavo che un suo spostamento a monte avrebbe imposto. Per la costruzione del nuovo binario dispari si rese comunque necessario realizzare un ampio sbancamento che richiese altresì la demolizione del fabbricato viaggiatori e di un edificio dedicato ad alloggio per il personale. Questi vennero sostituiti dall'attuale fabbricato viaggiatori, una costruzione a 3 piani che accorpava le funzioni dei due precedenti. L'impianto fu completato con la realizzazione di un impianto merci dotato di magazzino con piano caricatore. In virtù di tali ampliamenti la stazione risultò in grado di garantire precedenze a treni di lunghezza fino a 625 m.

## Strutture e impianti
La stazione era dotata di 3 binari: i binari 1 e 3 usati normalmente in direzione rispettivamente di Pisa e Genova, mentre il binario 2 per le precedenze o in caso di problemi lungo la linea ferroviaria, più un binario tronco di scalo.

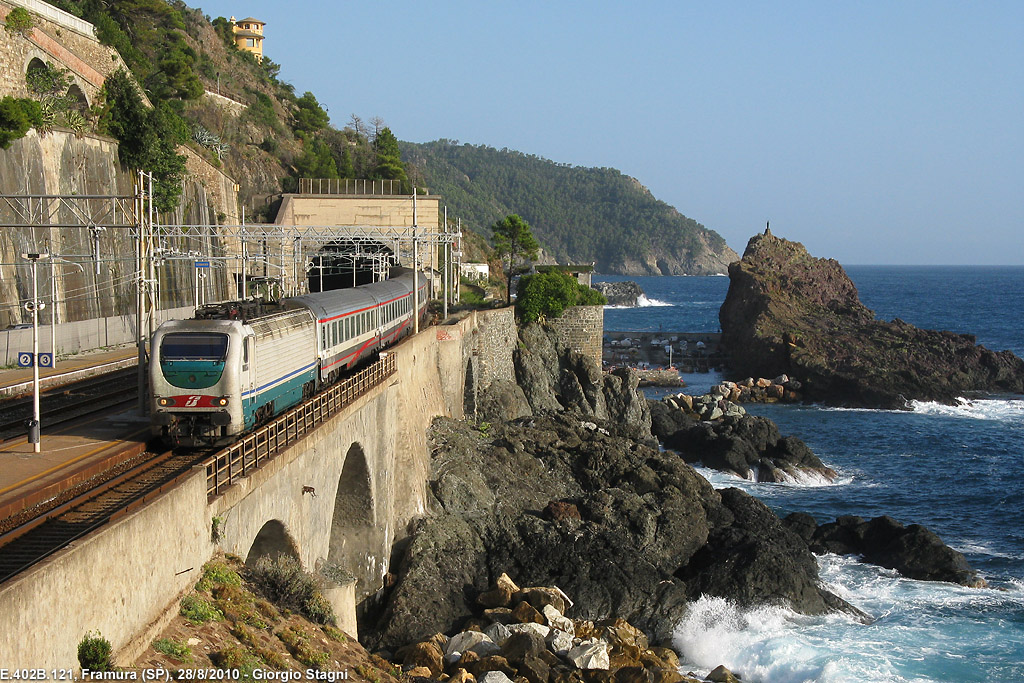
Convoglio EuroStar City con una E.402B titolare in transito nella stazione

Tuttavia nel quadro della "Operazione rete snella" sono stati poi demoliti il binario di precedenza, il binario di scalo e soppressi tutti gli scambi, di conseguenza la stazione è stata trasformata in fermata.
La banchina è dotata di una pensilina coperta, mentre nel fabbricato sono presenti la biglietteria self-service, la sala d'attesa ed i servizi igienici. Sul piazzale esterno partono gli autobus per Anzo, Ravecca, Setta, Costa e Cadelazzino.
Sulla parte opposta al fabbricato viaggiatori, ha inizio la pista ciclabile Maremonti, che collega il borgo ligure ai comuni di Bonassola e Levanto, sfruttando il primitivo tracciato ferroviario a binario unico.

## Movimento
La stazione è servita dalle relazioni regionali Trenitalia svolte nell'ambito del contratto di servizio con la Regione Liguria.

## Servizi
La stazione dispone dei seguenti servizi:
- Biglietteria automatica
- Sala d'attesa
- Servizi igienici
- Ufficio informazioni turistiche

## Interscambi
Sul piazzale antistante la stazione è presente il capolinea automobilistico che collega i centri abitati del borgo ligure.
- Fermata autobus